# カナダ首相
カナダ首相（カナダしゅしょう、英: Prime Minister of Canada、仏: Premier ministre du Canada）は、カナダの行政府の長。

## 概要
カナダ国王（イギリス国王が兼任）が任命権を持つが、通常は総督が国王の名代として任命する。ただし、任に留まるにはカナダ議会下院 の信任を要することもあり、憲法的慣行により下院多数党の党首または連立会派の代表が選ばれる。総督により代行される連邦の国王大権のほとんどは首相の助言に基づいて行使される必要があるため、連邦の行政権や軍指揮権は首相が実質的に掌握する。最高裁判事、上院議員、各州の副総督等は首相の助言に基づいて総督から任命される他、総督自身もカナダ首相の助言に基づいて国王から任命される。

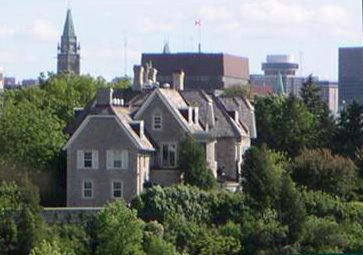
カナダの首相官邸「サセックスドライブ24番地」

## 歴代首相の一覧
| 所属 政党 | カナダ自由党 自由保守党 → カナダ保守党 (旧) → カナダ進歩保守党 カナダ改革党 → カナダ同盟 → カナダ保守党 (新) |

| 代 | 代 | 人   | 首相の氏名                                                                       | 首相の氏名                     | 在任期間                        | 所属政党        | 選出州                                     |
| -- | -- | ---- | -------------------------------------------------------------------------------- | ------------------------------ | ------------------------------- | --------------- | ------------------------------------------ |
|    | 1  | 1    | ジョン・A・マクドナルド Sir John Alexander Macdonald （第1次）                   |                                | 1867年7月1日 - 1873年11月5日    | 自由 保守党     | オンタリオ州                               |
|    | 2  | 2    | アレキサンダー・マッケンジー Alexander Mackenzie                                 |                                | 1873年11月5日 - 1878年10月9日   | カナダ 自由党   | オンタリオ州                               |
|    | 3  | (1)  | ジョン・A・マクドナルド Sir John Alexander Macdonald （第2次）                   |                                | 1878年10月9日 - 1891年6月6日    | カナダ 保守党   | ブリティッシュ コロンビア州 ↓ オンタリオ州 |
|    | 4  | 3    | ジョン・アボット Sir John Joseph Caldwell Abbott                                 |                                | 1891年6月15日 - 1892年11月24日  | カナダ 保守党   | ケベック州 （上院議員）                    |
|    | 5  | 4    | ジョン・トンプソン Sir John Sparrow David Thompson                               |                                | 1892年11月25日 - 1894年12月12日 | カナダ 保守党   | ノバスコシア州                             |
|    | 6  | 5    | マッケンジー・ボーウェル Sir Mackenzie Bowell                                    |                                | 1894年12月21日 - 1896年4月27日  | カナダ 保守党   | オンタリオ州 （上院議員）                  |
|    | 7  | 6    | チャールズ・タッパー Sir Charles Tupper                                          |                                | 1896年5月1日 - 1896年7月8日     | カナダ 保守党   | ノバスコシア州                             |
|    | 8  | 7    | ウィルフリッド・ローリエ Sir Wilfrid Laurier                                     |                                | 1896年7月11日 - 1911年10月6日   | カナダ 自由党   | ケベック州                                 |
|    | 9  | 8    | ロバート・ボーデン Sir Robert Laird Borden （第1次）                             |                                | 1911年10月10日 - 1917年10月12日 | カナダ 保守党   | ノバスコシア州                             |
|    | 10 | 8    | （第2次）                                                                        | 1917年10月12日 - 1920年7月10日 |                                 | カナダ 保守党   | ノバスコシア州                             |
|    | 11 | 9    | アーサー・ミーエン Arthur Meighen （第1次）                                      |                                | 1920年7月10日 - 1921年12月29日  | 国民自由 保守党 | マニトバ州                                 |
|    | 12 | 10   | ウィリアム・ライアン・マッケンジー・キング William Lyon Mackenzie King （第1次） |                                | 1921年12月29日 - 1926年6月29日  | カナダ 自由党   | オンタリオ州                               |
|    | 13 | (9)  | アーサー・ミーエン Arthur Meighen （第2次）                                      |                                | 1926年6月29日 - 1926年9月25日   | カナダ 保守党   | マニトバ州                                 |
|    | 14 | (10) | ウィリアム・ライアン・マッケンジー・キング William Lyon Mackenzie King （第2次） |                                | 1926年9月25日 - 1930年8月6日    | カナダ 自由党   | サスカ チュワン州                          |
|    | 15 | 11   | リチャード・ベッドフォード・ベネット Richard Bedford Bennett                     |                                | 1930年8月7日 - 1935年10月23日   | カナダ 保守党   | アルバータ州                               |
|    | 16 | (10) | ウィリアム・ライアン・マッケンジー・キング William Lyon Mackenzie King （第3次） |                                | 1935年10月23日 - 1948年11月15日 | カナダ 自由党   | サスカ チュワン州 ↓ オンタリオ州           |
|    | 17 | 12   | ルイ・サンローラン Louis Stephen St. Laurent                                     |                                | 1948年11月15日 - 1957年6月21日  | カナダ 自由党   | ケベック州                                 |
|    | 18 | 13   | ジョン・ディーフェンベーカー John George Diefenbaker                             |                                | 1957年6月21日 - 1963年4月22日   | 進歩 保守党     | サスカ チュワン州                          |
|    | 19 | 14   | レスター・ボールズ・ピアソン Lester Bowles Pearson                               |                                | 1963年4月22日 - 1968年4月20日   | カナダ 自由党   | オンタリオ州                               |
|    | 20 | 15   | ピエール・トルドー Joseph Philippe Pierre Yves Elliott Trudeau （第1次）         |                                | 1968年4月20日 - 1979年6月3日    | カナダ 自由党   | ケベック州                                 |
|    | 21 | 16   | ジョー・クラーク Charles Joseph Clark                                            |                                | 1979年6月3日 - 1980年3月3日     | 進歩 保守党     | アルバータ州                               |
|    | 22 | (15) | ピエール・トルドー Joseph Philippe Pierre Yves Elliott Trudeau （第2次）         |                                | 1980年3月3日 - 1984年6月30日    | カナダ 自由党   | ケベック州                                 |
|    | 23 | 17   | ジョン・ターナー John Napier Wyndham Turner                                      |                                | 1984年6月30日 - 1984年9月17日   | カナダ 自由党   | 非議員                                     |
|    | 24 | 18   | ブライアン・マルルーニー Martin Brian Mulroney                                   |                                | 1984年9月17日 - 1993年6月25日   | 進歩 保守党     | ケベック州                                 |
|    | 25 | 19   | キム・キャンベル Avril Phaedra Douglas Campbell                                  |                                | 1993年6月25日 - 1993年11月4日   | 進歩 保守党     | ブリティッシュ コロンビア州                |
|    | 26 | 20   | ジャン・クレティエン Joseph Jacques Jean Chrétien                                |                                | 1993年11月4日 - 2003年12月12日  | カナダ 自由党   | ケベック州                                 |
|    | 27 | 21   | ポール・マーティン Paul Edgar Philippe Martin                                    |                                | 2003年12月12日 - 2006年2月6日   | カナダ 自由党   | ケベック州                                 |
|    | 28 | 22   | スティーヴン・ハーパー Stephen Joseph Harper                                     |                                | 2006年2月6日 - 2015年11月4日    | カナダ 保守党   | アルバータ州                               |
|    | 29 | 23   | ジャスティン・トルドー Justin Pierre James Trudeau                               |                                | 2015年11月4日 - 2025年3月14日   | カナダ 自由党   | ケベック州                                 |
|    | 30 | 24   | マーク・カーニー Mark Joseph Carney                                              |                                | 2025年3月14日 - 在任中          | カナダ 自由党   | 非議員 ↓ オタワ州                          |